# Puffinus gavia
O bobo agitado (Puffinus gavia) é uma espécie de ave marinha da família Procellariidae.
Pode ser encontrada nos seguintes países: Nova Zelândia e Ilhas Salomão.
Os seus habitats naturais são: mar aberto e costas rochosas.